# Novogurovskij
Novogurovskij è una cittadina della Russia europea centrale, situata nella oblast' di Tula; appartiene amministrativamente al rajon Aleksinskij.